# Biblioteca Ballard Carnegie
La Biblioteca Ballard Carnegie es una histórica biblioteca Carnegie en el barrio Ballard de Seattle, la ciudad más grande del estado de Washington (Estados Unidos). La institución fue precedida por una biblioteca de propietarios en los años, que finalmente fue reemplazada en 1901 por una sala de lectura organizada y financiada por un grupo de mujeres. Se utilizaron varios fondos, incluida una subvención de 15 000 dólares, para crear una nueva biblioteca para Ballard, entonces una ciudad independiente. La biblioteca se abrió al público el 24 de junio de 1904. Fue la primera sucursal importante del sistema de bibliotecas públicas de Seattle después de que Ballard fuera anexada por Seattle en 1907, y también empleó a uno de los primeros bibliotecarios afroamericanos en Seattle.
La Biblioteca Ballard Carnegie permaneció en uso hasta 1963, cuando una instalación más nueva y moderna la reemplazó. Después de su venta, el antiguo edificio de la biblioteca albergaba una variedad de empresas comerciales privadas, incluida una tienda de antigüedades, un restaurante y un fabricante de kilts En 1976 fue nominado para su inclusión en el Registro Nacional de Lugares Históricos (NRHP, por su sigla en inglés) por el arquitecto de Seattle Larry E. Johnson, y se agregó formalmente a la lista en 1979.

## Historia
A fines de los años, cuando Ballard era un nuevo asentamiento a lo largo del borde de Salmon Bay, un colono llamado Ira Wilcox Utter ayudó a crear una biblioteca de propietarios libres. En 1901, la Unión de Mujeres Cristianas por la Templanza de Ballard comenzó a recaudar dinero con ferias y eventos sociales para una nueva sala de lectura en Ballard Avenue, que fue trasladada y ampliada varias veces. Habiendo decidido construir una biblioteca adecuada, el Ayuntamiento de Ballard estableció una junta de biblioteca en 1903 y solicitó al filántropo Andrew Carnegie una subvención para ayudar a financiar los costos de construcción.
La biblioteca se construyó en un lote cuadrado de 30,5 m de lado, que se compró por 2100 dólares. Los costos del edificio fueron recaudados por empresas y ciudadanos locales, con el apoyo de la recaudación de fondos anterior y las colecciones de libros del sindicato de mujeres y una subvención de 15 000 dólares de Carnegie.  Cuando se completó la construcción, el edificio incluía instalaciones como un auditorio de 500 localidades y una sala de fumadores para hombres (la última de las cuales se convirtió más tarde en una sala de lectura). Parte del trabajo de construcción fue realizado por una cadena de presidiarios.
Inicialmente, la biblioteca tenía un alijo de libros proporcionados por los residentes locales y las escuelas en espera para la finalización y la gran inauguración, ya que la subvención de Carnegie no cubría los costos iniciales de los libros nuevos. Se hizo un llamamiento a los ciudadanos para que donaran libros y ampliaran la colección. En 1907, la Biblioteca Pública de Seattle tomó el control de la biblioteca Carnegie, cuando Ballard fue anexada por la ciudad vecina. Los primeros inmigrantes escandinavos en la región constituían una gran proporción de los usuarios de las nuevas instalaciones (el área de Ballard se destaca por su importante presencia histórica de gente escandinava). Al principio de la existencia de la biblioteca, tenía un torniquete en la entrada de sus estanterías de libros, para contar el número de prestatarios de libros que pasaban.
Tras el inicio de la Primera Guerra Mundial, la biblioteca se convirtió en el lugar de varias actividades comunitarias, como la distribución de información sobre la guerra en curso. También acogió clases de inglés y de la Cruz Roja. En 1942, durante la Segunda Guerra Mundial, una de las primeras bibliotecarias afroamericanas en Seattle, Lucille Smith, fue asignada a la biblioteca.
En 1956, los votantes de Seattle aprobaron un bono municipal para reemplazar lo que para entonces se consideraba la biblioteca "inadecuada y poco práctica". La Biblioteca Ballard Carnegie se cerró en 1963, cuando se construyó una biblioteca pública nueva y más grande en el área. La antigua biblioteca se convirtió en una tienda de antigüedades. Una de las razones citadas para el cierre y venta del edificio de la biblioteca fue una serie de afirmaciones de expertos de que el edificio no podría resistir terremotos (que han tenido lugar en el área de Seattle en numerosos puntos de su historia; el edificio tiene en hecho sobrevivió a varios terremotos mientras tanto).
Desde 2003 hasta 2010, en el antiguo edificio de la biblioteca había un restaurante francés, el Carnegie's. Otras empresas que ha albergado durante el siglo XXI son Ström y Ström Consulting, que ofrecen servicios legales y de mercadotecnia a profesionales de la salud mental; y Root Integrative Health, un centro de bienestar integral. El edificio es actualmente propiedad de Karoline Morrison y su esposo, Dennis Beals, y ha sido ocupado por el Kangaroo and Kiwi Pub desde 2012.
El área alrededor de Market Street donde está ubicado el edificio es una parte de Seattle que ha estado aumentando rápidamente en valor de la tierra; el área ha sido comparada con Belltown, un vecindario en crecimiento de Seattle que también se ve afectado por la gentrificación. Como el edificio de la Biblioteca Carnegie no tiene el estatus de hito de la Ciudad de Seattle a pesar de su estatus de NRHP, está en riesgo de un nuevo desarrollo.

## Galería

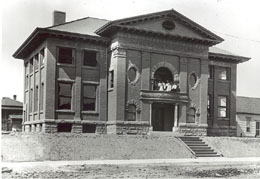
La biblioteca, ca. 1911
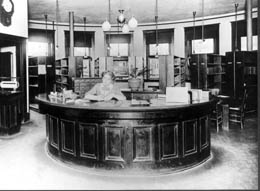
El mostrador de caja de la biblioteca, ca. 1907
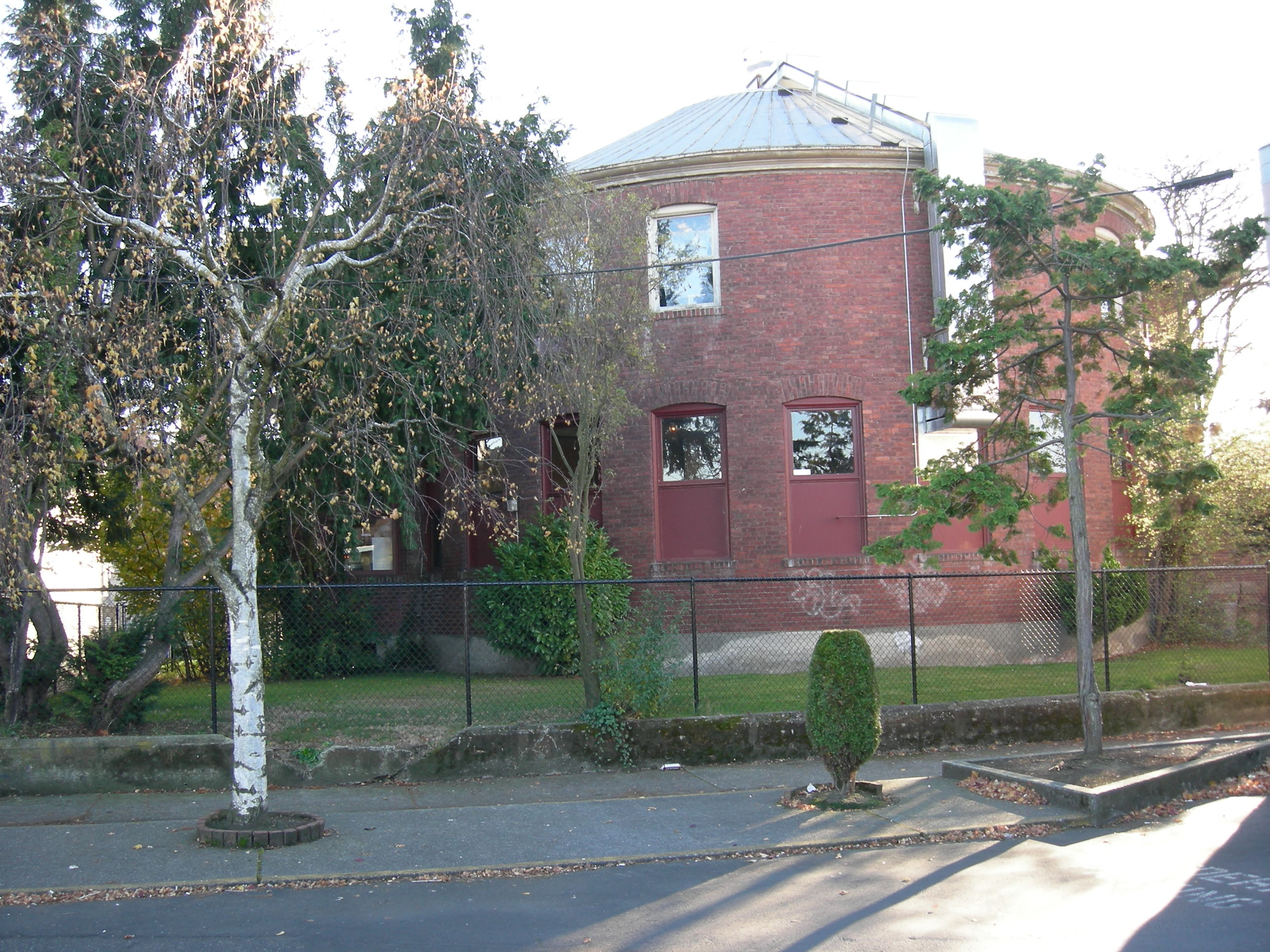
Parte trasera de la biblioteca en 2007